# UFC 262
UFC 262: Oliveira vs. Chandler fue un evento de artes marciales mixtas producido por Ultimate Fighting Championship que tuvo lugar el 15 de mayo de 2021 en el Toyota Center en Houston, Texas, Estados Unidos.

## Antecedentes
El combate por el vacante Campeonato de Peso Ligero de la UFC entre el extricampeón mundial de Peso Ligero de Bellator, Michael Chandler, y Charles Oliveira encabezó el evento. El excampeón Jabib Nurmagomédov anunció su retiro inmediatamente después de defender su título en UFC 254 el pasado mes de octubre, citando la muerte de su padre por complicaciones relacionadas con el COVID-19 en julio como la principal razón detrás de ello. A pesar de su anuncio, el título nunca quedó oficialmente vacante, ya que el presidente de la UFC, Dana White, dijo varias veces que creía que Nurmagomédov seguiría luchando. White finalmente concedió el 19 de marzo al confirmar el retiro de Nurmagomédov.
Se esperaba un combate de peso wélter entre Leon Edwards y el exaspirante al Campeonato de Peso Ligero de la UFC, Nate Diaz (también ganador peso ligero de The Ultimate Fighter 5). Habría sido el primer evento coprincipal de cinco asaltos sin título en la historia de la UFC. Sin embargo, Díaz se retiró debido a una lesión menor a principios de mayo y el combate se pospuso para UFC 263.
Alex Pérez enfrentaría a Matt Schnell en un combate de peso mosca. Sin embargo, Pérez se vio obligado a retirarse por razones no reveladas. Fue sustituido por Rogério Bontorin y el combate tuvo lugar en el peso gallo. En el pesaje, Bontorin pesó 137 libras, una libra por encima del límite de la división de peso gallo. El combate se desarrolló en un peso acordado y se le impuso una multa del 20% de su pago, que fue a parar a Schnell.
Joel Álvarez tenía previsto enfrentarse a Christos Giagos en un combate de peso ligero. Sin embargo, Álvarez fue retirado del combate a principios de mayo por supuestos problemas de visa que restringían su viaje. En su lugar, Giagos se enfrentó al veterano Sean Soriano.
En este evento se esperaba un combate de peso medio entre Jack Hermansson y Edmen Shahbazyan. Sin embargo, el combate fue pospuesto para celebrarse una semana después en UFC Fight Night: Font vs. Garbrandt debido a un caso de COVID-19 en el campamento de Hermansson.
El 14 de mayo se anunció que la UFC aumentaría las bonificaciones (Pelea de la Noche y Actuación de la Noche) de $50000 a 75000 dólares. El aumento fue solo para este evento y se hizo a petición del exCampeón Interino de Peso Ligero, Tony Ferguson (también ganador peso wélter de The Ultimate Fighter: Team Lesnar vs. Team dos Santos), quien recibió una respuesta estridente del público presente en la conferencia de prensa previa al combate de UFC 262 cuando hizo la propuesta.

## Resultados
1. ↑  Por el Campeonato de Peso Ligero de UFC.

## Premios de bonificación
Los siguientes luchadores recibieron bonificaciones de $75000 dólares:
- Pelea de la Noche: Edson Barboza vs. Shane Burgos
- Actuación de la Noche: Charles Oliveira y  Christos Giagos